# Engel Adolf
Jánosi Engel Adolf (Pécs, 1820. február 6. – Bécs, 1903. január 10.) zsidó származású magyar gyáros, nagybirtokos, Engel József nagyiparos édesapja.

## Élete
Hatalmas vagyonát úgyszólván semmiből teremtette meg. Pályáját 11 éves korában kezdte ceruza-, majd gyújtómasina- (gyufa-)házalással. Nagy nélkülözések árán egy kevés pénzt összekuporgatott, amelyből ócska ruha- és bútorüzletet nyitott. Az 1848–49-es szabadságharc után, amelyet mint nemzetőr küzdött végig, fával kezdett kereskedni: üzlete fényesen bevált. Ettől kezdve rohamosan nőtt a vagyona, amelyet különböző vállalkozásokba fektetett. Építkezéseket vállalt, fürdőintézetet, gőzfűrészt állított fel, majd parkettagyárat alapított. Erdőket vásárolt és nagyarányú faszállításokat bonyolított le bel- és külföldön. Az 1878-iki párisi világkiállításon nagy aranyérmet nyert, a királytól koronás arany érdemkeresztet kapott. 1880-ban Montenuovo hercegtől megvette a jánosi birtokot, amelyen tágas béreslakásokat és iskolát építtetett. Itt építette fel a ma is álló mecsekjánosi kastélyt (ma Komló területén). 1884-ben Oberdöblingben parkettagyárat vett, egy év múlva pedig gróf Draskovichtól megvásárolta az Écsárd-pázdányi birtokot. 1886-ban «jánosi» predikátummal magyar nemességet kapott. Már 72 éves volt, amikor 1892-ben megalapította a komlói kőbányát és a Bakóca-felsőmindszenti helyiérdekű vasutat. Engel idős korára Bécsbe költözött, feltételezések szerint azért, mert a névrokona belekeveredett a pécsi borhamisítási botrányba, és ez rá is rossz fényt vetett, annak ellenére, hogy ártatlan volt benne. 1903-ban hunyt el.
Filantrópként is érdemes tevékenységet fejtett ki. Sokáig volt elnöke a pécsi izraelita hitközségnek, és nagyobb alapítványt tett a hitközség részére. Pécs városának fejlődését nagyban előmozdította, ezért utcát nevezett el róla. Nagyszabású vállalatait fiai vezették tovább halála után.

## Művei
- Jánosi Engel Adolf: Életemből; sajtó alá rend. Jakab Józsefné, Molnár Tamás, Udvardiné Gajdos Ildikó, ford. Ábel János, Gritsch Mátyás, Gritsch Mátyásné; Pro Pannonia, Pécs, 2009 (Pannónia könyvek), ISBN 9789639893146

A könyv közli Engel Adolf Életemből című, német nyelvű visszaemlékezésének magyar fordítását; két élő leszármazott (a Franciaországban élő Stein Anna és az Amerikai Egyesült Államokban élő Engel Péter) írását; továbbá Jakab Józsefné, Krisztián Béla és Szirtes Gábor tanulmányait. A könyv 70 illusztrációjának többsége most kerül először közlésre.

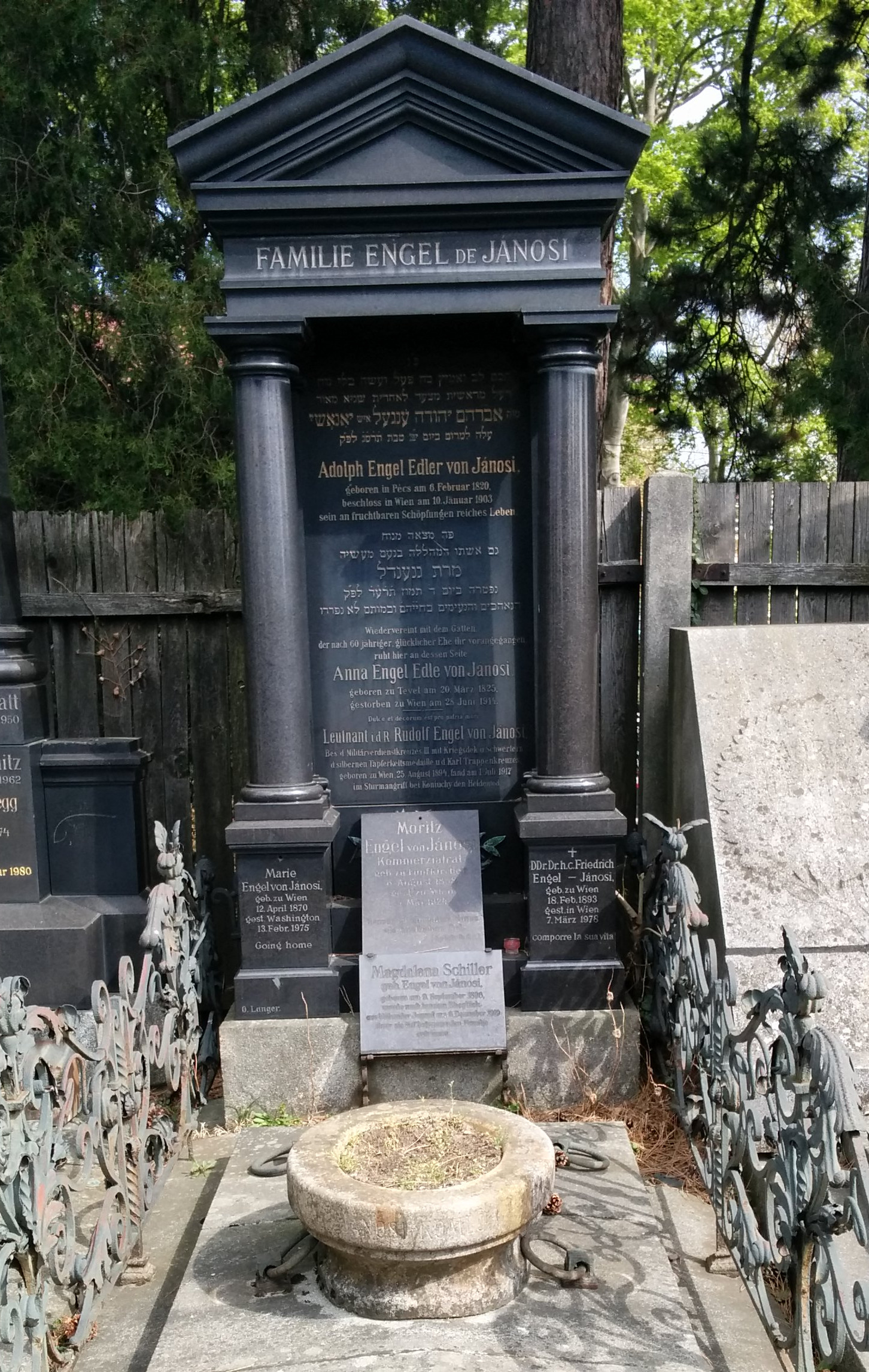
Nyughelye a Bécs 19. kerületében lévő Döblingi temetőben a családi sírboltban